# 古利 (巴爾區)
48°55′14″N 27°25′41″E / 48.92056°N 27.42806°E
古利（羅馬化：Guli）是烏克蘭的村落，位於該國西南部文尼察州，由日梅林卡區負責管轄，始建於十八世紀，面積2.65平方公里，海拔高度298米，2001年該村落人口704。